# NGC 1564
NGC 1564 је лентикуларна галаксија у сазвежђу Еридан која се налази на NGC листи објеката дубоког неба.
Деклинација објекта је - 15° 44' 20" а ректасцензија 4h 23m 0,9s. Привидна величина (магнитуда) објекта NGC 1564 износи 14,6 а фотографска магнитуда 15,6. NGC 1564 је још познат и под ознакама NPM1G -15.0226, PGC 15004.